# نادي فنربخشة لكرة السلة للسيدات

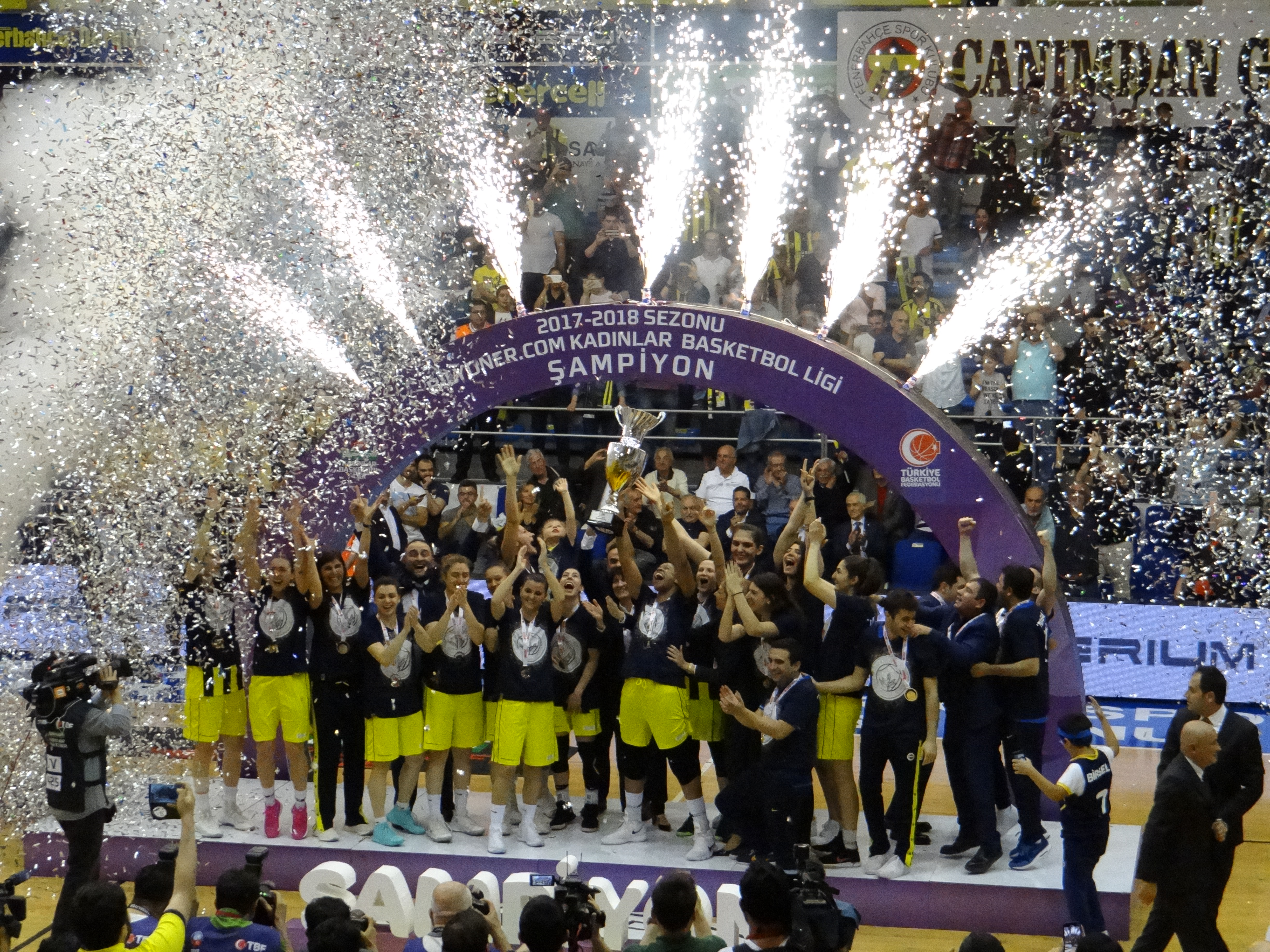

نادي فنربخشة لكرة السلة للسيدات (بالتركية: Fenerbahçe)‏ هو فريق كرة سلة تركي تأسس في سنة 1954 يقع في إسطنبول. يلعب في الدوري التركي لكرة السلة للسيدات.

## وصلات خارجية
- الموقع الرسمي